# Terror folclórico
El terror folk o terror folclórico es un subgénero del cine de terror y de la literatura de terror que se caracteriza por el uso elementos del folclore para instigar miedo y presentimientos. Elementos típicos del subgénero incluyen entornos rurales, aislamiento y temas de superstición, religión popular, paganismo, sacrificios humanos y los aspectos oscuros de la naturaleza. Si bien relacionado con el cine de terror sobrenatural, el terror folclórico se centra por lo general en las creencias y acciones de personas en lugar de lo sobrenatural, y con frecuencia involucra a forasteros ingenuos que se enfrentan a ellas. Las películas británicas Blood on Satan's Claw (1971), The Wicker Man (1973) y Witchfinder General (1968) son consideradas pioneras del subgénero, mientras que la película de 2019 Midsommar despertó un renovado interés en el terror folclórico. El terror folclórico también es común en el cine del sudeste asiático.

## Antecedentes

### Literatura
El evolucionismo cultural de Edward B. Tylor y James Frazer, así como la hipótesis del culto de las brujas de Margaret Murray influyeron en una serie de escritores, que introdujeron ideas de supervivencias paganas en su escritura. En la revista Hellebore, María J. Pérez Cuervo cita a Pallinghurst Barrow (1892) de Grant Allen, Witch Wood (1927) de John Buchan y Randall's Round (1929) de Eleanor Scott como ejemplos tempranos de ficción de terror folclórico. Según Cuervo,tras la popularidad de teorías de supervivencia pagana, la weird fiction y la ficción sobrenatural presentaron a las zonas rurales como «el dominio de fuerzas irracionales que sólo pueden apaciguarse con ciertos rituales», que con frecuencia involucraban sacrificios animales o humanos. Robin Redbreast (1970), producida tres años antes The Wicker Man, está en gran medida inspirada en La rama dorada, y uno de sus personajes, el señor Fisher, cita el libro de Frazer como fuente confiable.
El periódico irlandés The Irish Times describió a La lotería (1948) de Shirley Jackson como «posiblemente el texto de terror folclórico norteamericano más influyente».

### Orígenes del término

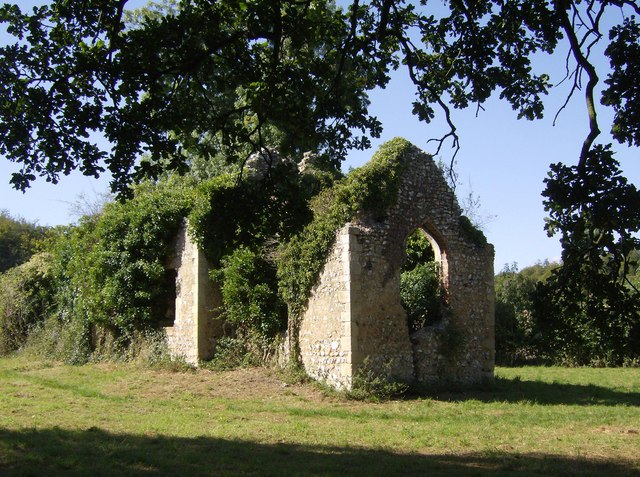
Las ruinas de la iglesia de Saint James en Bix Bottom, Oxfordshire, fueron el escenario de escenas de La sangre en la garra de Satanás.

El término «folk horror» (terror folclórico) apareció en 1970 en la revista de cine Kine Weekly usada por el crítico Rod Cooper al describir el rodaje de The Devil's Touch, película que luego pasaría a llamarse The Blood on Satan's Claw. Piers Haggard, adoptó esta frase para referirse a su película en una entrevista retrospectiva de 2004 para la revista Fangoria. En esta entrevista, Haggard señala cómo su película contrasta con las películas de terror gótico populares de la década previa:
Crecí en una granja, así que para mí es natural utilizar el campo como símbolo o imagen. Puesto que ésta era una historia sobre personas sujetas a supersticiones sobre la vida en el bosque, me atrajo su poesía oscura. Supongo que estaba intentando hacer una película de terror folclórico. No una cursi. A decir verdad, no me gustaba mucho el estilo cursi de Hammer, realmente no era para mí.
El término fue posteriormente popularizado por el escritor y actor Mark Gatiss, quien lo usó en su serie documental A History of Horror para la BBC, de 2010 (Episodio 2, «Home Counties Horror») en la que citó tres películas británicas: The Blood on Satan's Claw (Piers Haggard, 1971), Witchfinder General (Michael Reeves, 1968) y The Wicker Man (Robin Hardy, 1973), como obras que definen el género.

## En el cine
Adam Scovell, escribiendo para el British Film Institute, describe tres películas de finales de la década de 1960 y comienzos de la de 1970 como la «Profanísima Trinidad» (Unholy Trinity) del terror folclórico: la ya mencionada Blood on Satan's Claw, Witchfinder General y The Wicker Man. Scovell afirmó que estas películas subvierten expectativas, teniendo poco en común con excepción de su tono nihilista y su ambientación rural, destacando su «énfasis en el paisaje que ulteriormente aísla a sus comunidades e individuos». Scovell sugiere que el auge del género en esta época se inspiró en la contracultura de la década de 19660 y los movimientos de la Nueva era.
Matthew Sweet, en su documental Black Aquarius para el programa radial Archive on 4, comentó que el movimiento contracultural de finales de la década de 1960 condujo a lo que llama una «segunda gran ola de ocultismo pop» que se difundió en la cultura popular, incluyendo muchas obras cinematográficas y televisivas con elementos folclóricos o rituales ocultistas.
Mientras que la «Profanísima Trinidad» tiene un aire británico muy distintivo, el subgénero muestra manifestaciones específicas a cada cultura en el terror estadounidense, asiático, australiano y europeo, como lo ha sugerido Kier-La Janisse.Entre los ejemplos de películas de «terror folclórico» estadounidense se encuentran Crowhaven Farm (1970), The Dark Secret of Harvest Home (1978) o Children of the Corn (1984), una adaptación del cuento homónimo de Stephen King (1976).
Las películas de Ben Wheatley han sido consideradas ejemplos notables de un renacimiento moderno del terror folclórico, en particular Kill List (2011), Turistas (2012), A Field in England (2013) e In the Earth (2021).
Otras películas recientes de este subgénero incluyen La bruja (2015), Without Name (2016), Apostle (2018), Midsommar (2019), The Feast (2021), Lamb (2021), She Will (2021), Moloch (2022) Men (2022),Enys Men (2022)y You Won't Be Alone (2022).

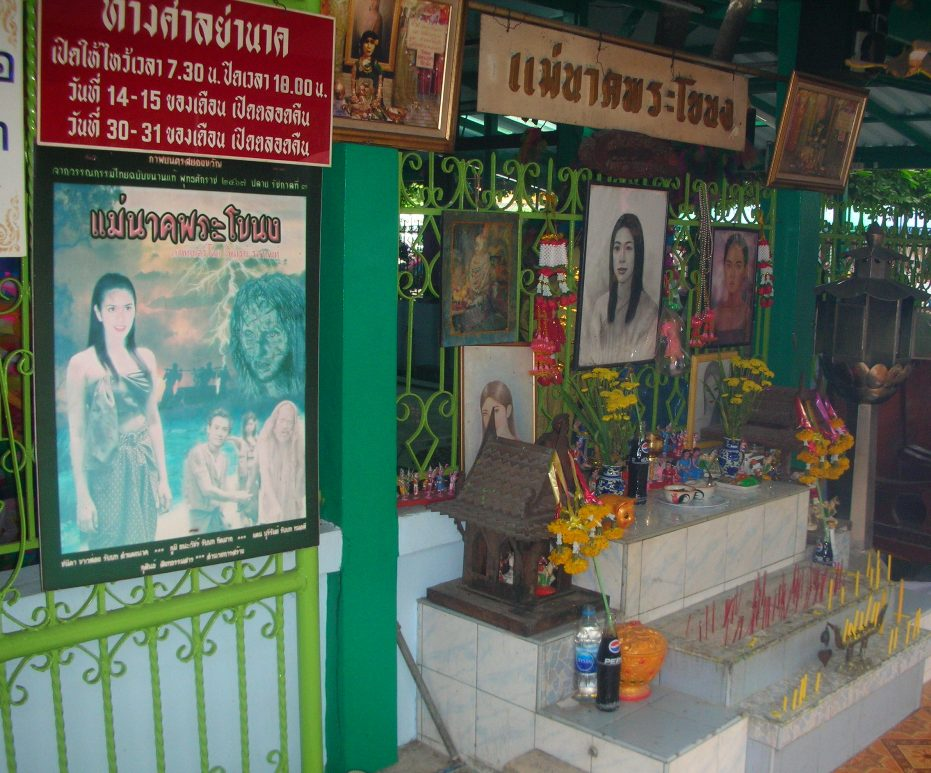
Un altar dedicado a Mae Nak Phra Khanong en Bangkok, una fantasma del folclore tailandés que ha inspirado varias películas de terror tailandesas.

Películas de terror de la región del sudeste asiático hacen uso frecuente de creencias populares locales, incluyendo aquellas de las culturas indonesia, tailandesa, malaya y dayak. En una reseña de The Medium, que se inspira en el folklore tailandés, Kong Rithdee escribiendo para el The Bangkok Post afirmó: «Los críticos internacionales no dudarán en etiquetar a The Medium como el más reciente ejemplo de «horror folclórico»—piensen en La bruja de Robert Eggers o en Midsommar de Ari Aster. Sin embargo, el terror del sudeste asiático ha sido desde siempre horror folclórico. Es nuestro modo por defecto, nuestro modus operandi, es con lo que crecieron las audiencias en esta parte del mundo—piensen en Nang Nak o Pontianak como ejemplos clásicos, o de manera más reciente, en Los huérfanos de Joko Anwar, en Munafik de Syamsul Yusof y en Roh de Emir Ezwan». Películas de terror indonesias han mostrado folclore local durante muchas décadas, entre ellas Los huérfanos (1980) y Mystics in Bali (1981). En la década de 2010, Ratu Ilmu Hitam y Perempuan Tanah Jahanam también atrajeron atención internacional.
Adam Scovell, que ha escrito extensamente sobre el subgénero, cita a la película de terror finlandesa Valkoinen peura (El reno blanco 1952), en la que una novia solitaria es transformada en un reno vampírico—una idea derivada de la mitología finesa y del chamanismo sámi—como un ejemplo temprano.

## En la televisión
Como ocurre en el cine, el paganismo rural formó la base de varios programas de televisión británicos de la década de 1970. Ejemplos de episodios del programa Play for Today de la BBC incluyen Robin Redbreast (1970) y A Photograph (1977) de John Bowen, Penda's Fen (1974) de David Rudkin y Red Shift (1978) de Alan Garner, junto con episodios en la serie de antología de 1972 Dead of Night, tales como The Exorcism. Adaptaciones de las antiguas historias de fantasmas de M. R. James, que derivan su horror de objetos malditos, supersticiones medievales, prácticas ocultistas y juicios de brujas, proporcionaron también una oleada regular de terror folclórico, desde Night of the Demon (1957) de Jacques Tourneur, Whistle and I'll Come to You (BBC, 1968) de Jonathan Miller hasta el programa anual A Ghost Story for Christmas de Lawrence Gordon Clark para la BBC (1971-1978). Mientras tanto, la cadena ITV produjo la adaptación de The Owl Service (1969) de Alan Garner, Beasts de Nigel Kneale (1976) y el drama Children of the Stones (1977) de HTV, que comparten un tema de folclore antiguo filtrándose en el mundo moderno.
Matthew Sweet ha destacado que elementos ocultos y paganos aparecieron incluso en programas infantiles y en episodios de Doctor Who de la década de 1970. El comediante Stewart Lee, en su retrospectiva de The Children of the Stones («una historia de arqueología, rituales ocultistas y bicicletas Chopper») identifica a tal serie como parte de un «bajón colectivo de los años sesenta» que incluye las obras de este género The Owl Service, Timeslip (1970), The Tomorrow People (1973), The changes (1975) o Raven (1977).
El episodio 'The Beast' de la serie británica de 1982 Westcountry Tales tiene también un fuerte elemento de terror folclórico, centrado en una extraña criatura que aterroriza una granja en Cornualles.

## En videojuegos
Darkwood (2017), de Acid Wizard Studios, es un juego de terror de supervivencia que hizo uso extensivo de temas e imágenes del terror folclórico, en particular el del aislacionismo rural, combinándolos con elementos de horror corporal.
Mundaun (2021) es un videojuego de terror folclórico en primera persona de la desarrolladora suiza Hidden Fields. La atmósfera e imágenes se han comparado con las películas de terror folclórico de Ben Wheatley y Robert Eggers.
The Excavation of Hob's Barrow es un videojuego de aventura (del tipo apuntar y cliquear) de terror folclórico desarrollado por el estudio Cloak and Dagger Games y publicado por Wadjet Eye Games en 2022. Los jugadores asumen el papel de un anticuario que intenta excavar un misterioso túmulo en el norte rural de Inglaterra durante la era victoriana tardía.